# آلفرد فینبوگاسون
آلفرد فینبوگاسون (ایسلندی: Alfreð Finnbogason؛ زادهٔ ۱ فوریهٔ ۱۹۸۹) بازیکن فوتبال اهل ایسلند است.

## باشگاهی
از باشگاه‌هایی که در آن بازی کرده‌است می‌توان به بریدابلیک، هلسینگبورگس، هیرنفین، رئال سوسیداد، المپیاکوس و آگسبورگ اشاره کرد.

## تیم ملی
وی همچنین در تیم ملی فوتبال ایسلند بازی کرده‌است.